# Втори курилски проток
Втори Курилски проток е проток в Тихи океан, разположен между островите Шумшу и Парамушир. Протокът свързва Охотско море и Тихи океан.
Дължината му е около 30, ширината 1,5 km. и дълбочина до 30 m. Бреговете му са стръмни, а на западното му крайбрежие има и няколко пещери.
В протока се вливат реките Наседкина, Матирская, Городская, Савушкина. По източното му крайбрежие има множество подводни и надводни скали. В южната му част е разположено заливчето Утьосная. След нос Озерний Вторият Курилски проток преминава в проток Левашов.
Средното ниво на приливите в района е около 1 m.
По крайбрежието на остров Шумшу от страната на протока за разположени селцата Байково и Шумний, а от срещуположната страна на Парамушир се намира град Северокурилск.
Протокът се намира в акваторията на Сахалинска област.